# The Hurt Locker
The Hurt Locker is een Amerikaanse oorlogsfilm uit 2008 onder regie van Kathryn Bigelow. De hoofdrollen worden vertolkt door Jeremy Renner, Anthony Mackie en Brian Geraghty. De film is opgenomen in Jordanië, slechts kilometers van de grens met Irak.
De Engelse titel hurt locker betekent letterlijk vertaald de pijncel. Onder militairen kwam dit begrip in zwang in de Vietnamoorlog met de betekenis "in grote moeilijkheden". Heden ten dage heeft het de betekenis "gewond geraakt in een explosie".
De film ging in première op het filmfestival van Venetië.

## Verhaal
In het Bagdad van 2004 sneuvelt Staff Sergeant Matt Thompson als leider in de Bravo-compagnie van een Explosive Ordnance Disposal-eenheid van het Amerikaanse leger wanneer de ontmanteling van een bermbom op dramatische wijze mislukt. Sergeant J.T. Sanborn en Specialist Owen Eldridge nemen afscheid van hun teamleider, waarna diens plaats wordt ingenomen door Sergeant First Class William James, een militair die met nogal onorthodoxe methoden zijn vak uitoefent. Tijdens missies communiceren Sanborn en Eldridge via de radio met hun nieuwe teamleider om hem bij zijn gevaarlijke werk van de benodigde rugdekking te voorzien. In een bompak, beschermende uitrusting voor iedere bomopruimer, wandelt James naar zijn doel om zijn adrenaline te verhogen, zijn teamleden veelvuldig op de kast te jagen en de spanning in de groep tot ongezonde hoogten te brengen.
James, Sanborn en Eldridge worden, 38 dagen voor de wisseling van de wacht, opgeschrikt door een Irakees die vanuit een taxi de boel dreigt te laten ontploffen, maar de moslim wordt zonder aanslag uit het voertuig verwijderd en de teamleider maakt het aanwezige circuit met bermbommen onschadelijk. Een verkeerd geparkeerde auto bij een gebouw van de Verenigde Naties bezorgt James een dag later vele hoofdbrekens, maar hij weet ondanks zijn onveilige methoden opnieuw een gevaarlijk explosief onschadelijk te maken. Kolonel Reed geeft James zijn complimenten, terwijl Sanborn zijn ongenoegen uitdrukt middels een venijnige vuistslag in het gezicht.
In een afgelegen stuk woestijn laten James, Sanborn en Eldridge, 23 dagen voor de wisseling van de wacht, geconfisqueerde explosieven ontploffen. James loopt terug naar de plaats waar de bommen reeds klaarliggen om zijn handschoenen op te halen. Sanborn vertelt Eldridge dat explosieven vaak niet volledig afgaan, overweegt de bommen "per ongeluk" te ontsteken, maar kan zijn woorden niet in daden omzetten. Op de terugweg naar legerkamp Victory rijdt het drietal in hun Humvee een beschadigde jeep tegemoet, vergezeld door mannen in Arabische kledij. De aanvoerder maakt zichzelf kenbaar als de teamleider van een vijftal huurlingen dat een tweetal Irakezen heeft gevangen die vermeld staan op het spel kaarten dat het Amerikaanse leger heeft ontwikkeld om troepen een houvast te bieden bij het identificeren van de meest gezochte Irakezen: "harten negen" en "klaveren boer" Sayf Al-Din Fulayyih Hasan Taha. Tijdens een plotselinge aanval vinden drie huurlingen – de teamleider, huurling Chris en huurling Feisal – de dood, waar huurling Jimmy en huurling Chris hun lijfsbehoud kunnen waarborgen. De twee speelkaarten moeten hun wanhoopsvlucht met de dood bekopen. James en Sanborn doden drie belagers, verborgen achter een provisorische schutting, waarna Eldridge de vierde belager, verborgen tussen de zwarte schapen, voor zijn rekening neemt. Ter viering van hun overwinning houdt het drietal een zuipfestijn waarin de oorlogsfrustraties van de geharde militairen uitbundig naar boven komen.
Bij een inval in een magazijn, 16 dagen voor de wisseling van de wacht, vindt James het levenloze lichaam van een jongen in wiens maag zich een onontploft explosief bevindt. James herkent het jochie als Beckham, een 12-jarige jongen bij wie hij verschillende dvd's heeft gekocht en met wie hij een kwetsbare vriendschap heeft opgebouwd. Kolonel John Cambridge vergezelt het drietal en tracht de Arabieren rondom het magazijn rustig te houden, maar moet zijn hulp bekopen met een versplinterende explosie van een bermbom. Eldridge vindt de helm van de geëxplodeerde kolonel en realiseert zich dat zijn psychiater (terug denkende aan de vergelijkbare dood van Matt Thompson) dood is. Na het succesvol verwijderen en onschadelijk maken van de lichaamsbom verliest James zijn beheersing, maar het intimideren van een dvd-verkoper leidt niet tot het gewenste resultaat en tijdens een nachtelijk bezoek aan een huis waar de jongen Beckham zich volgens de dvd-verkoper zou bevinden, wordt hij na een aanvankelijk vriendelijke verwelkoming door de heer deze huizes uit de woning gejaagd door diens opstandige vrouw.
Later beveelt James zijn team in het donker achter opstandelingen aan te gaan die in de Groene Zone een olietankwagen tot ontploffing hebben gebracht, maar Sanborns protest kan niet voorkomen dat Eldridge in het been wordt geschoten en met een versplinterd dijbeen moet worden afgevoerd per helikopter. Bij het vertrek geeft Eldridge James de schuld van zijn ernstige verwonding. James wordt op straat door Beckham benaderd, maar de militair loopt de moslimjongen zonder een woord voorbij.
James en Sanborn staan, twee dagen voor de wisseling van de wacht, oog in oog met een onvrijwillige zelfmoordterrorist die midden op straat met een tijdbom om zijn middel een immense explosie dreigt te veroorzaken. James heeft het zeldzame ongeluk dat zelfs een betonschaar geen redding kan brengen in een explosieve situatie. Na het mislukken van hun missie vertrouwt Sanborn zijn baas toe dat hij genoeg heeft van het leven als militair, het vernietigende Irak wil verlaten en op het thuisfront graag een zoon wil opvoeden. James hervat eveneens het burgerbestaan in de Verenigde Staten, maar op een avond vertelt hij zijn zoon dat hij louter liefde kent voor het vak van bomexpert. In de Delta-compagnie van het Amerikaanse leger begint James met vertrouwde moed aan een nieuwe rotatie van 365 dagen.

## Rolverdeling
- Jeremy Renner - William James
- Evangeline Lilly - Connie James
- Anthony Mackie - J.T. Sanborn
- Brian Geraghty - Owen Eldridge
- Guy Pearce - Matt Thompson
- Christian Camargo - John Cambridge
- David Morse - kolonel Reed
- Ralph Fiennes - teamleider huurlingen
- Sam Spruell - huurling Charlie
- Sam Redford - huurling Jimmy
- Barrie Rice - huurling Chris
- Feisal Sadoun - huurling Feisal
- Christopher Sayegh - Beckham
- Hasan Darwish - dvd-verkoper
- Nabil Koni - professor Nabil
- Nibras Quassem - Nabil's echtgenote
- Suhail Aldabbach - zelfmoordterrorist
- Justin Campbell - sergeant Carter
- Malcolm Barrett - sergeant Foster

## Achtergrond

### Scenario
The Hurt Locker is gebaseerd op verslagen van Mark Boal, een freelance journalist die bij de bomopsporing- en ontmanteling afdeling van het Amerikaanse leger zat tijdens de oorlog in Irak. Hij ging gedurende twee weken 10 tot 15 keer per dag met dit team op stap om hun werk te analyseren. Regisseur Kathryn Bigelow was bekend met Boals werk. In 2002 verwerkte ze een van zijn Playboy-artikelen al tot de kortlopende televisieserie The Inside. Zij en Boal hielden per e-mail contact tijdens zijn verblijf in Irak. Boal hielp ook met het schrijven van het scenario.
Bigelow wilde met haar film “de psychologie achter het soort soldaten dat zich aanmeldt voor dit werk” tonen.

### Acteurs
Voor de drie hoofdpersonen wilde Bigolow het liefst onbekende acteurs hebben. Dit om de spanning in de film te benadrukken, daar er volgens haar in een film met voor het publiek onbekende gezichten automatisch een sfeer van onvoorspelbaarheid hangt.
Renners personage, Sergeant First Class William James, is een combinatie van verschillende echte personen die Boal had leren kennen bij het bomteam. Bigelow koos Renner in de rol vanwege zijn werk in Dahmer, een film over de beruchte seriemoordenaar Jeffrey Dahmer. Ter voorbereiding op de film bracht Renner een week door in een militair trainingskamp bij Fort Irwin, Californië. Hij leerde hier onder andere C-4 gebruiken en een bombestendig pak te dragen.
Mackie speelt Sergeant J.T. Sanborn. Volgens hem was het tijdens de opnames erg heet, waardoor de gemoederen regelmatig hoog opliepen.
Bigelow liet een groot aantal vluchtelingen uit Irak meespelen in de film als figuranten.

### Opnames
De eerste opnames begonnen in juli 2007 in Jordanië en Koeweit. De opnames duurden 44 dagen. Vaak waren meer dan vier cameraploegen tegelijk bezig met opnemen. Het resultaat was meer dan 200 uur aan beeldmateriaal. Aanvankelijk werd gezocht naar geschikte opnamelocaties in Marokko, maar Bigelow vond Jordanië geschikter daar Marokko niet leek op het landschap in Irak.
Volgens producer Tony Mark was de film erg lastig om te maken. Renner klaagde dat hij onder andere voedselvergiftiging opliep tijdens zijn verblijf in Jordanië. Naast de hitte op de set maakte ook het feit dat Renner een zwaar bombestendig pak moest dragen de opnames lastig. In een scène waarin hij een trap op moest lopen met een Iraaks jongetje in zijn armen, kwam Renner ten val en verdraaide zijn enkel. Dit vertraagde de opnames met enkele dagen omdat hij niet meer kon lopen. Op dit punt leek het er even serieus op dat het hele project zou worden afgeblazen omdat veel medewerkers hun werk maar net afkregen. Een week later werd het filmen hernomen.
De Jordanese douane hield veel van de militaire rekwisieten voor de film tegen, waardoor special effects-coördinator Richard Stutsman regelmatig moest improviseren. Hij gebruikte onder andere Chinees vuurwerk voor de explosies.

### Filmmuziek
- 1. The Hurt Locker
- 2. Goodnight Bastard
- 3. The Long Walk
- 4. Hostile
- 5. B Company
- 6. Man In The Green Bomb Suit
- 7. There Will Be Bombs
- 8. Body Bomb
- 9. Bleeding Deacon
- 10. Oil Tanker Aftermath
- 11. A Guest In My House
- 12. The Way I Am

### Uitgave en ontvangst
The Hurt Locker werd behalve op het filmfestival van Venetië ook vertoond op het Internationaal filmfestival van Toronto, het Filmfestival van Zurich en het Filmfestival van Göteborg.
The Hurt Locker werd met bijna uitsluitend positieve reacties ontvangen door critici. Rotten Tomatoes gaf de film 97 procent aan goede beoordelingen. Daarmee was dit de beste score die een film op Rotten Tomatoes kreeg in 2009 na de Pixarfilm Up. Metacritic gaf de film 94 procent aan goede beoordelingen.
Roger Ebert van The Chicago Sun Times noemde The Hurt Locker de beste film van 2009 en een van de beste films van het decennium. A. O. Scott van The New York Times noemde The Hurt Locker de beste Amerikaanse film tot dusver over de oorlog in Irak. Kenneth Turan van de Los Angeles Times prees het acteerwerk van Renner, Mackie, en Geraghty.
Negatieve reacties op de film kwamen onder andere van oorlogsveteranen uit de Irakoorlog. Zij vonden de film vaak niet realistisch genoeg. Veteraan Kate Hoit schreef in The Huffington Post dat The Hurt Locker de Hollywoodversie is van de Irakoorlog, welke niet lijkt op de echte oorlog. Auteur Brandon Friedman, een oorlogsveteraan uit zowel Irak als Afghanistan, deelde deze mening.
Financieel was The Hurt Locker een groot succes. De film bracht wereldwijd $48.612.915 op.

## Prijzen en nominaties.
- Kathryn Bigelow is de eerste vrouwelijke regisseur die een Academy Award in de categorie Beste Regisseur heeft gewonnen.
- Bij veel prijsuitreikingen werd het voornamelijk een strijd tussen The Hurt Locker en Avatar. De regisseurs van beide films, respectievelijk Kathryn Bigelow en James Cameron, vormden in het verleden een getrouwd koppel.

| Award         | Categorie                         | Genomineerde(n)                                            | Resultaat   |
| ------------- | --------------------------------- | ---------------------------------------------------------- | ----------- |
| Academy Award | Beste Film                        | Kathryn Bigelow, Mark Boal, Nicolas Chartier, Greg Shapiro | Gewonnen    |
| Academy Award | Beste Acteur                      | Jeremy Renner                                              | Genomineerd |
| Academy Award | Beste Regisseur                   | Kathryn Bigelow                                            | Gewonnen    |
| Academy Award | Beste Camerawerk                  | Barry Ackroyd                                              | Genomineerd |
| Academy Award | Beste Geluidsmixing               | Paul N.J. Ottosson, Ray Beckett                            | Gewonnen    |
| Academy Award | Beste Originele Muziek            | Marco Beltrami, Buck Sanders                               | Genomineerd |
| Academy Award | Beste Montage                     | Bob Murawski, Chris Innis                                  | Gewonnen    |
| Academy Award | Beste Originele Scenario          | Mark Boal                                                  | Gewonnen    |
| Academy Award | Beste Geluidsbewerking            | Paul N.J. Ottosson                                         | Gewonnen    |
| BAFTA Award   | Beste Film                        | Kathryn Bigelow, Mark Boal, Nicolas Chartier, Greg Shapiro | Gewonnen    |
| BAFTA Award   | Beste Regisseur                   | Kathryn Bigelow                                            | Gewonnen    |
| BAFTA Award   | Best Leading Actor                | Jeremy Renner                                              | Genomineerd |
| BAFTA Award   | Beste Originele Scenario          | Mark Boal                                                  | Genomineerd |
| BAFTA Award   | Beste Cinematografie              | Barry Ackroyd                                              | Gewonnen    |
| BAFTA Award   | Beste Filmmontage                 | Bob Murawski, Chris Innis                                  | Gewonnen    |
| BAFTA Award   | Beste Geluid                      | Paul N.J. Ottosson, Ray Beckett, Craig Stauffer            | Gewonnen    |
| BAFTA Award   | Beste Bijzondere Visuele Effecten | Richard Stutsman                                           | Genomineerd |
| Golden Globes | Beste Film - Drama                | Kathryn Bigelow, Mark Boal, Nicolas Chartier, Greg Shapiro | Genomineerd |
| Golden Globes | Beste Filmregisseur               | Kathryn Bigelow                                            | Genomineerd |
| Golden Globes | Beste Scenario                    | Mark Boal                                                  | Genomineerd |